# Sun Valley (Nevada)
Sun Valley è un census-designated place (CDP) degli Stati Uniti, situato nella Contea di Washoe nello stato del Nevada. Nel censimento del 2000 la popolazione era di 19.461 abitanti. Appartiene all'area metropolitana di Reno-Sparks.

## Geografia fisica
Secondo i rilevamenti dell'United States Census Bureau, la località di Sun Valley si estende su una superficie di 38,8 km², tutti occupati da terre.

## Popolazione
Secondo il censimento del 2000, a Sun Valley vivevano 19.461 persone, ed erano presenti 4.816 gruppi familiari. La densità di popolazione era di 172,5 ab./km². Nel territorio comunale si trovavano 6.703 unità edificate. Per quanto riguarda la composizione etnica degli abitanti, il 79,78% era bianco, il 2,20% era afroamericano, l'1,93% era nativo, il 2,21% era asiatico e lo 0,62% proveniva dall'Oceano Pacifico. Il 9,51% della popolazione apparteneva ad altre razze e il 3,74% a più di una. La popolazione di ogni razza ispanica corrispondeva al 21,13% degli abitanti.
Per quanto riguarda la suddivisione della popolazione in fasce d'età, il 30,8% era al di sotto dei 18, l'8,5% fra i 18 e i 24, il 32,5% fra i 25 e i 44, il 20,8% fra i 45 e i 64, mentre infine il 7,5% era al di sopra dei 65 anni di età. L'età media della popolazione era di 32 anni. Per ogni 100 donne residenti vivevano 102,1 maschi.